# 한성원
한성원(1973년 3월 3일 ~ )은 대한민국에서 활동하는 모델이다.

## TV 방송
- 2013년 STAR BEAUTY ROAD

## 수상 경력
- 1995년 미스코리아 선발대회 남가주 미

## 학력
- 연세대학교 경영학과 (학사)